# کلیتونویل (ویرجینیا)
کلیتونویل (به انگلیسی: Claytonville) یک منطقهٔ مسکونی در ایالات متحده آمریکا است که در شهرستان کلارک، ویرجینیا واقع شده‌است.